# Monte Romano
Monte Romano är en ort och kommun i provinsen Viterbo i regionen Lazio i Italien. Kommunen hade 1 966 invånare (2018).